# Ommatius annulatus
Ommatius annulatus là một loài ruồi trong họ Asilidae. Ommatius annulatus được Bigot miêu tả năm 1877.